# Красуні в Парижі
«Красуні в Парижі» (фр. Sous les jupes des filles, англ. French Women) — французька комічна драма 2014 року. Фільм-дебют Одрі Дана як режисера. Фільм розповідає історії одинадцяти жінок у Парижі і має досить потужний акторський ансамбль: Ізабель Аджані, Аліса Белаїді, Летиція Каста, Одрі Дана, Джулі Феррьє, Одрі Флеро, Марина Хендс, Жеральдін Накаш, Ванесса Параді, Аліса Тальоні та Сільві Тестю.
В Україні фільм вийшов у прокат 21 серпня 2014 року.

## В ролях
- Ізабель Аджані — Лілі
- Аліса Белаїді — Аделайн
- Летиція Каста — Агата
- Одрі Дана — Джо
- Джулі Феррьє — Фанні
- Одрі Флеро — Софі
- Марина Гендс — Inês
- Жеральдін Накаш — Ysis
- Ванесса Параді — Роза
- Аліса Тальйоні — Марі
- Сільві Тестю — Сам

### Перегляд
- Франція : 1 349 860 глядачів (на 2 вересня 2014)[1]